# Бресте
Бресте́ (болг. Бресте) — село в Плевенській області Болгарії. Входить до складу общини Червен-Бряг.

## Населення
За даними перепису населення 2011 року у селі проживали 408 осіб.
Національний склад населення села:
| Національність   | Кількість осіб | Відсоток |
| ---------------- | -------------- | -------- |
| болгари          | 203            | 95,3%    |
| цигани           | 9              | 4,2%     |
| не визначились   | 0              | 0%       |
| Всього відповіли | 213            |          |

Розподіл населення за віком у 2011 році:
Динаміка населення: